# 9965 GNU
GNU (asteroide 9965) é um asteroide da cintura principal, a 2,0039221 UA. Possui uma excentricidade de 0,1711293 e um período orbital de 1 373,04 dias (3,76 anos).
GNU tem uma velocidade orbital média de 19,15559899 km/s e uma inclinação de 12,19318º.
Este asteroide foi descoberto em 5 de Março de 1992 por Spacewatch.